# Andrea Pininfarina
Andrea Pininfarina (Turim, 26 de junho de 1957 — Trofarello, 7 de agosto de 2008) foi um empresário italiano, presidente do estúdio Pininfarina. Neto do fundador da empresa, Battista "Pinin" Farina.

## Vida
Foi um engenheiro e gerente italiano, ex-CEO da empresa italiana Pininfarina, fundada por seu avô Battista "Pinin" Farina em 1930 e ainda controlada pela família. Era filho de Sergio Pininfarina e casado com a aristocrata italiana Cristina Maddalena Pellion di Persano, com quem teve três filhos, Benedetta, Sergio e Luca.
Pininfarina nasceu em Torino. Em 1981, ele se formou na Politécnica de Torino como engenheiro mecânico, e em 1982, foi contratado pela Fruehauf Corporation nos Estados Unidos da América. Em 1983, se juntou à empresa familiar como gerente de programa do projeto Cadillac Allanté em Pininfarina. Em 1987, foi promovido a Co-Gerente Geral da empresa, e em 1988, ele se tornou Gerente Geral. Em 1994, foi novamente promovido a Director, e em 2001, assumiu a responsabilidade de diretor executivo. Pininfarina atuou brevemente como vice-presidente do lobby da indústria italiana Confindustria antes de sua morte em 2008. Em 2004 ele foi nomeado pela Businessweek como uma das "25 estrelas da Europa", na categoria dedicada aos inovadores, enquanto em 2005, ele recebeu o prémio Eurostar 2005 da The Automotive News Europe, atribuído aos "gestores de topo que se distinguiram particularmente nos sectores empresariais abrangidos pelas respectivas empresas automóveis".
Pininfarina morreu enquanto pilotava uma Vespa perto da sede da empresa em Cambiano arredores de Turim, Itália, na manhã de 7 de agosto de 2008. De acordo com a polícia, um carro dirigido por um homem de 78 anos manobrou lateralmente rua em torno de um caminhão estacionado diretamente na frente da Pininfarina. As condições no momento do acidente eram muito nebulosas.